# إغناثيو زولواغا
إغناثيو زولواغا (بالإسبانية: Ignacio Zuloaga y Zabaleta) هو رسام إسباني، ولد في 26 يوليو 1870 في إيبار في إسبانيا، وتوفي في 31 أكتوبر 1945 في مدريد في إسبانيا.

## وصلات خارجية
- إغناثيو زولواغا على موقع أوليمبيديا (الإنجليزية)

- إغناثيو زولواغا على موقع الموسوعة البريطانية (الإنجليزية)
- إغناثيو زولواغا على موقع ديسكوغز (الإنجليزية)